# Chaîne de pluie

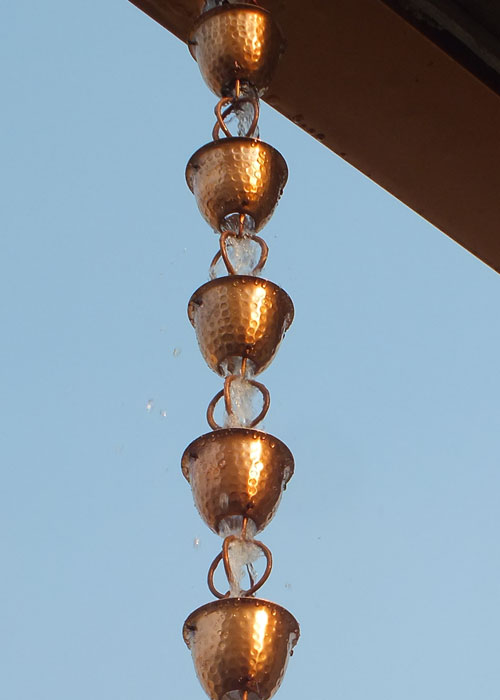
Chaîne de pluie avec coupes en cuivre.

Les chaînes de pluie sont une alternative aux descentes d'eau pluviale. Leur but est en grande partie décoratif tout en transportant l'eau de la gouttière vers un réservoir de stockage ou vers une évacuation.

## Description
Les chaînes de pluie sont constituées soit d'une simple chaîne métallique, soit d'une série de récipients en métal troués dans le fond et reliés verticalement par une chaine. L'eau de ruissellement est distribuée à partir d'une gouttière sur le toit vers le bas le long de la chaîne de pluie.

## Au Japon
Les chaînes de pluie sont très utilisées au Japon où elles sont nommées en japonais : 鎖樋, kusari-toi ou kusari-doi. Ces chaînes sont aussi présentes sur les temples.